# Parafia św. Mikołaja w Tyonek
Parafia św. Mikołaja w Tyonek – prawosławna parafia w Tyonek. Jedna z 10 parafii tworzących dekanat misyjny Anchorage diecezji Alaski Kościoła Prawosławnego w Ameryce.